# Campylomimus
Campylomimus is een geslacht van kevers uit de familie  
kniptorren (Elateridae).
Het geslacht is voor het eerst wetenschappelijk beschreven in 1960 door G Müller.

## Soorten
Het geslacht omvat de volgende soort:
- Campylomimus brelihi Müller, 1960